# حصار سمبال
حصار سمبال كان حصار واستيلاء سلطان مغول الهند بابر على قلعة سمبال عام 1526.

## خلفية
كان بابر وجيشه غرباء عن الأشخاص الذين أخضعهم في الهند وسرعان ما ظهر كره متبادل بين جنوده وسكان أغرا مقره. اعتبر الغزو غمرًا مؤقتًا سيزول بسرعة. رفع كل رجل في السلطة قواته ووضع نفسه في وضع يسمح له بالتحرك. أولئك الذين لديهم تفويض للسلطة أو Jagirs كونهم أفغان بشكل عام كانوا بالتالي معادون للحالة الجديدة للدولة. وسرعان ما توصلوا إلى تفاهم فيما بينهم واتخذوا إجراءات للتعاون المتبادل.

## الحلفاء الأفغان الغربيون والحلفاء
حسن خان حاكم موات في حي أغرا كان المحرض الأكبر للمعارضة التي دعمها نظام خان في بايان. محمد زيتون حاكم دولبور. تتار خان سارانغ خاني في جواليور؛ حسين خان لوهاني في رابري؛ قطب خان في عيتاوة. عليم خان جيلال خان جيغات في كالبي؛ قاسم سمبالي في سمبال ومرقوب عبد في مهاوان على بعد 20 كم من أجرا. في الواقع، كان كل هؤلاء الزعماء على الفور حول أجرا أو بالقرب من حدودها. لقد بحثوا عن مساعدة من ماهارانا سانجرام سينغ المعروف باسم رانا سانغا، حاكم ميوار، الذي طالب من جانبه بجزء كبير من الضفة اليمنى لنهر جمنة بما في ذلك دلهي. رغب هؤلاء الأفغان الغربيون في وضع السلطان محمود اللودهي شقيق السلطان إبراهيم لودي الراحل على عرش دلهي، وذلك للحفاظ على الأفغان وسلالة لودي. 

## حصار
كانت أول عملية نشطة لبابر في الميدان هي إرسال قوة إلى منطقة سامبال الواقعة خلف نهر الغانج فيما يسمى الآن روهيلخاند. احتفظ بها قاسم سمبالي الذي كان قد أظهر نفسه في السابق معاديًا لبابر، لكنه كان سعيدًا بطلب مساعدته عندما حاصر ملك بابان جلواني بلدته الرئيسية في هذا الوقت. انضم رئيس بشتون القوي والنشط إلى بابر بعد أن فقد سيرهيند لكنه تركه لاحقًا في ظل ظروف غير واضحة، لكنه ربما لم يكن راضيًا عن استقباله حيث يشكو بابر من مرارة افتراضه وادعاءاته و من وقاحة وحماقة البشتون بشكل عام. ومع ذلك، قد يكون بابان قد انسحب من معسكر بابر وقد جمع جيشا وحاصر الآن قاسم في سمبال الذي اكتشف أنه محصن بشكل سيء. تراجع قاسم إلى الطرف الأخير طلب المساعدة من بابر. أرسل الإمبراطور هندوس بايج مع قوة من الأتراك - مغول الهند مع الشيخ كورين وأفراده من Doab Turkishbunds إلى مساعدته. 
سار هندو بايج بكل حملة ممكنة حتى وصل إلى نهر الغانج وأثناء عمله بنشاط في نقل قواته الأخرى عبر ذلك النهر، أرسل مقدمًا ضابطًا من مغول الهند مع قائد من مواطنيه. على الرغم من أن الكتيبة لم تتجاوز 150 رجلاً، إلا أنهم ساروا إلى الأمام حتى وصلوا إلى المدينة، وكان هذا هو التفوق الذي اكتسبه الغزاة من الشمال على قوات البلاد، ولم يكن مغول الهند قد وصلوا بين المدينة والمحاصرون استداروا بحزم وشحنهم، على الرغم من أن الإنذار قد تم إطلاقه بالفعل وكان لدى بابان الوقت لاستخراج قوته. كان الهجوم عنيفًا للغاية وربما كان الذعر الناتج عن الاقتراب المتوقع لبقية الكتيبة كبيرًا لدرجة أن جيش بابان بأكمله تم هزيمته وتفريقه، مع أسر العديد من الأفيال وذبح العديد.

## ما بعد المعركة
لم ينته نجاح بابر هنا. تم التخلي عن قلعة رابيري على نهر جمنة بعد فترة وجيزة من قبل الحامية واحتلالها من قبل قواته، وأرسل مفارز لمحاصرة إيتاواه ودولبور، وهما مكانان لهما أهمية قصوى من جوارهما إلى أجرا. لكن هذه الانتصارات الأولية جلبته في صراع مباشر مع الغرب والشرق الأفغاني الكونفدرالي في وقت واحد. أرسل بابر جيشًا بقيادة ابنه همايون الذي كان سيهزم جيش الحلفاء الشرقيين ويستولي على جونبور و عوض و Kalpi. 
في هذه الأثناء، تم ابتلاع الكونفدراليات الأفغانية الغربية تدريجياً من قبل رانا سانغا تحت ستار التحالف والحماية. كان هذا يشكل تهديدًا كبيرًا بشكل متزايد لبابر. لقد كان قلقًا بحق من تقدم رانا سانغا الذي كان في مراسلات نشطة مع حسن خان مواتي حاكم موات، رئيس الاتحاد الأفغاني الغربي، واعترف بمحمود لودي باعتباره سلطان دلهي، شقيق الراحل السلطان إبراهيم لودي الذي نصبه الغربيون الأفغان ملكًا بعد وفاة أخيه. سيؤدي هذا في النهاية إلى المواجهة المعروفة باسم معركة خانوا.